# Hohe Schule (Film)
Hohe Schule (alternativ: Das Geheimnis des Carlo Cavelli, The Secret of Cavelli) ist ein von Erich Engel in Österreich inszenierter Wiener Film aus dem Jahr 1934. Diese Offiziers- und Liebesgeschichte war eine der erfolgreichsten Produktionen des Jahres 1935.

## Handlung
Carlo Cavelli ist der Künstlername eines weltbekannten Kunstreiters, der bei seinen Auftritten stets maskiert und dessen wahrer Name unbekannt ist. Er soll nun in Wien auftreten, was der Wiener Gesellschaft ihre Sensation bringt. Bei diesem Kunstreitwettbewerb wird auch Irene von Ketterer, eine junge Frau, die nach einem Streit mit ihrer Mutter zu einer Freundin gezogen ist, auf ihn aufmerksam. Beeindruckt von Cavellis Person, beschließt sie kurzerhand ebenfalls Kunstreiterin zu werden. Es gelingt ihr nach einer Weile, Unterricht bei dem sonst so unnahbaren Cavelli persönlich zu erhalten. Die beiden sind sich auf Anhieb sympathisch, doch als Cavelli den Namen seiner Schülerin erfährt, versucht er sich von ihr fernzuhalten. Denn er erinnert sich qualvoll an jenes Duell, das ihn für sein Leben gezeichnet hat. Damals erschoss er den Sohn seines besten Freundes, den Bruder Irenes. Nach einer Denkpause erkennt er, wie sehr er sich zu Irene hingezogen fühlt, und entschließt sich, nachdem er Irenes Hingezogenheit zu ihm erkennt, um ihre Hand anzuhalten. Zugleich fordert er sie aber auf, schon am nächsten Tag mit ihm nach London zu reisen.
Irene ist begeistert und sucht ihren Vater auf, um ihre Papiere zu holen. Hierbei bemerkt sie auch ein Foto, das ihren Bruder mit Cavelli zeigt. Irene fragt ihren Vater, was dies zu bedeuten habe. Dieser erzählt ihr daraufhin die Geschichte von jenem Duell, als Graf Werffen, der sich später nur noch Cavelli nannte, ihren Bruder erschoss. Für Irene bricht die Welt zusammen, und als ihr Vater erfährt, dass es dieser Mann ist, den sie heiraten wollte, holt er seine Pistole, um Irenes Bruder zu rächen. Irene kann ihn jedoch mit der Drohung, Suizid zu begehen, von dessen Rachegelüsten abhalten.
Um die Geschichte aufzuklären, hat Cavelli noch am selben Abend vor, zu Irenes Vater zu fahren. Er kommt in Begleitung von drei Freunden, die verschiedene Urkunden bei sich haben. Daraus geht hervor, dass Irenes Bruder als Spion entlarvt worden war, und Cavelli das Duell nur daher angesetzt habe, um der Familie von Ketterer die Schande eines Todesurteils gegen Irenes Bruder vor dem Kriegsgericht zu ersparen. Vater Ketterer hat nun verstanden und versöhnt sich mit Cavelli. Die Beweispapiere werden verbrannt, und einer Ehe zwischen Cavelli alias Graf Werffen mit Irene steht nichts mehr im Wege.

## Hintergrund
Uraufführung war am 31. Dezember 1934 in München. Der Filmstart erfolgte nach der Premiere im Berliner Gloria-Palast am 24. Januar 1935 in Deutschland und nach der Premiere in Wien am 6. Februar 1935 in Österreich.
Das Lied „Das Herz von an echten Weaner“ basiert auf der Melodie von „Wien bleibt Wien“ und wurde von Hans Moser gesungen.

## Produktion
Der Film wurde von der Berliner ABC-Film produziert und in den Wiener Ateliers der Tobis-Sascha in Sievering und am Rosenhügel gedreht. Wegen der Aufnahme des Films in Österreich galt der Film nach deutschen Kontingent-Bestimmungen als österreichische Produktion, nach österreichischen aufgrund des deutschen Produzenten jedoch als deutsche. Die Dreharbeiten wurden Mitte Oktober 1934 begonnen.
Als Tonsystem wurde jenes der Tobis-Klangfilm verwendet. Szenenbildner war Julius von Borsody.
Den Filmverleih übernahmen das Neue Deutsche Lichtspiel-Syndikat (N.D.L.S.) in Berlin sowie Huschak & Co in Wien. Vertrieben wurde der Film von den Produzenten, der Berliner ABC-Film und der Wiener Tobis-Sascha Filmindustrie.

## Zensurentscheide und Versionen
In Deutschland wurde der Film am 21. Dezember 1934 von der Zensurbehörde geprüft und mit einem Jugendverbot versehen. Der Film hatte bei der Aufführung in Deutschland eine Länge von 2468 Metern, in Österreich von 2500 Metern. Heute ist der Film ab 16 Jahren (FSK) freigegeben.